# كورتني ستيفن
كورتني ستيفن هو لاعب كرة القدم الكندية كندي، ولد في 27 أكتوبر 1989 في برامبتون في كندا.